# Climax (ecologia)
Il climax (dal greco κλίμαξ, "scala"), in ecologia, rappresenta lo stadio finale dell'evoluzione di un ecosistema in una successione ecologica, che cioè se le condizioni ambientali rimangono stabili è in grado di autoperpetuarsi nel tempo.

## Interazione tra biotopo e biocenosi

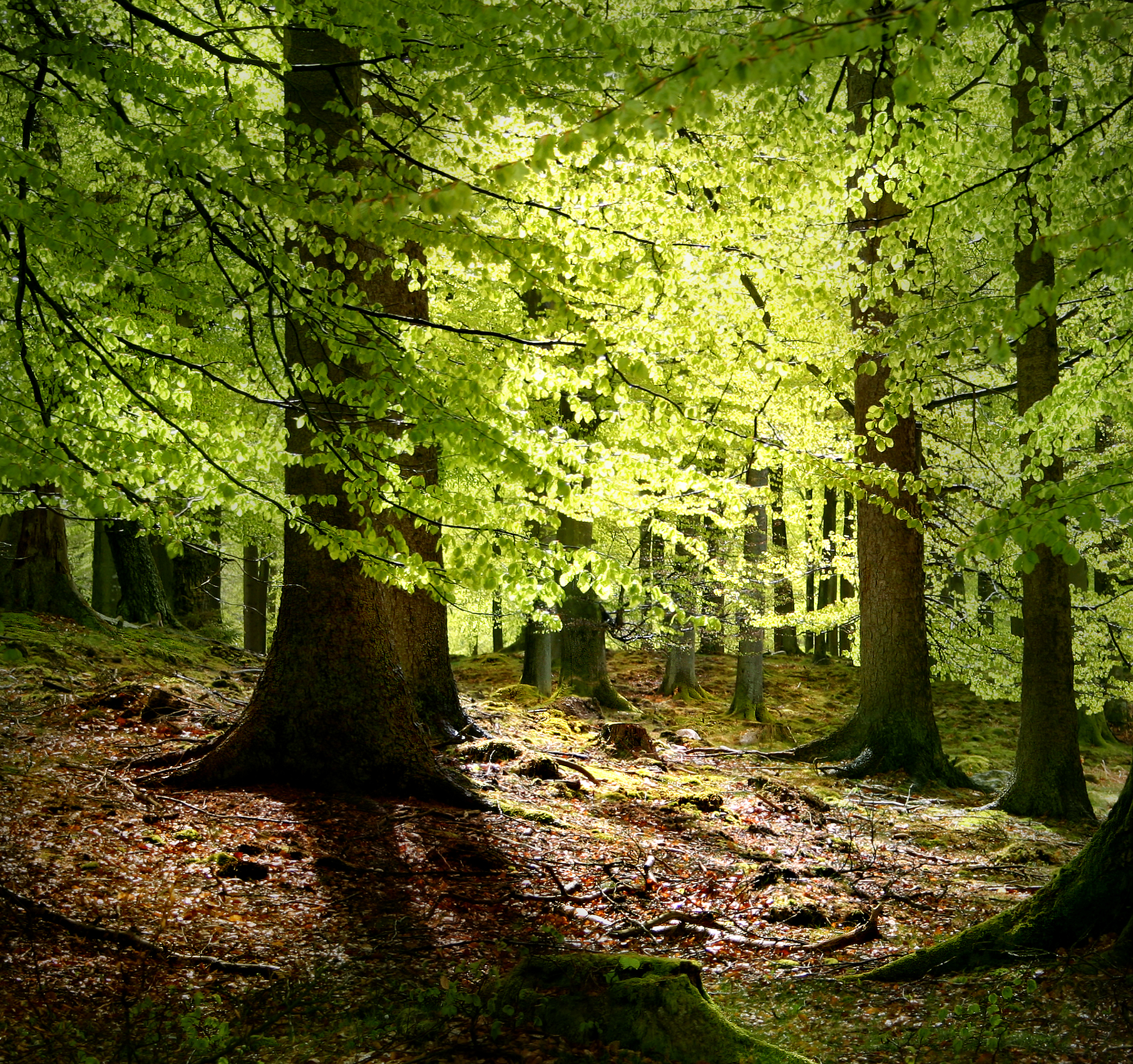
La faggeta, comunità climax per vaste aree montuose europee

La produttività di un biotopo dipende dal concorso dei suoi fattori produttivi, che s'identificano in generale con tutti gli elementi fisici che possono interagire, negativamente o positivamente, con gli organismi viventi. Sono fattori produttivi quelli che caratterizzano il clima, le proprietà fisiche e chimiche e di giacitura della matrice litologica (suolo o roccia), le proprietà fisiche e chimiche e la dinamica dell'acqua negli oceani, nei mari e nelle acque continentali (laghi, fiumi, ecc.) e le sue interazioni con la litosfera e l'atmosfera, ecc. Questi fattori possono avere una loro uniformità nel tempo oppure sono soggetti a variazioni stagionali, determinando un'alternanza ciclica fra diversi livelli di produttività nell'arco dell'anno.
L'insieme dei fattori che caratterizzano un ambiente fisico è la condizione che permette l'insediamento di una comunità di organismi viventi (biocenosi), a meno dell'esistenza di uno o più fattori incompatibili con la vita. Il grado di complessità della biocenosi e la sua entità, in termini di biomassa, dipendono dalla disponibilità energetica dell'ambiente e dalle condizioni che ne permettono il suo sfruttamento e il suo trasferimento all'interno della rete alimentare. In definitiva sono i fattori limitanti a condizionare il grado di sviluppo e la dinamica della biocenosi. Ad esempio, nella tundra artica la disponibilità energetica è limitata dalla forte stagionalità del fotoperiodo e dalla bassa intensità della radiazione solare, fattori che nel complesso denotano una limitata produttività dell'ecosistema, in grado di alimentare un flusso di energia e materia di modesta entità. Solo i flussi migratori stagionali permettono d'integrare la disponibilità energetica con apporti dall'esterno quando le condizioni ambientali diventano più favorevoli. Al contrario, nel deserto tropicale, la disponibilità energetica è elevata, ma il ciclo dell'acqua rappresenta un fattore limitante che impedisce l'insediamento di una biocenosi in grado di sfruttare adeguatamente gli apporti energetici della radiazione solare.

## Successione ecologica

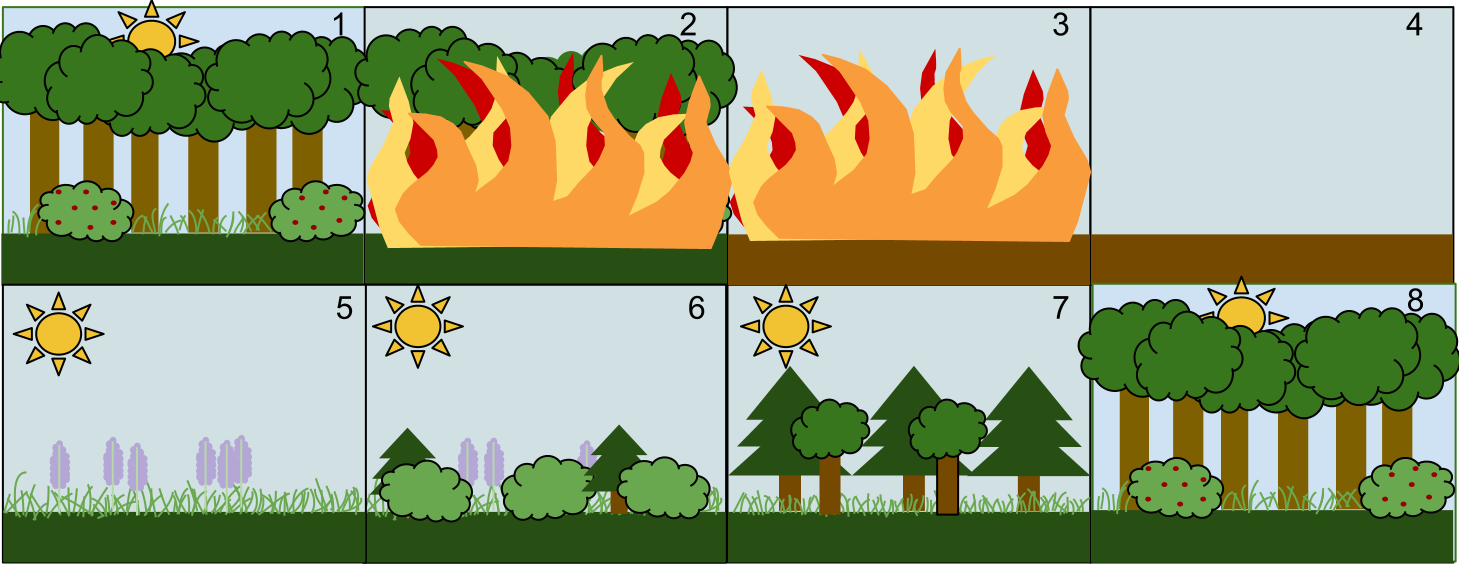
Rappresentazione grafica della successione ecologica a seguito di un incendio

In ogni ambiente fisico compatibile con la vita, s'insedia sempre la comunità che è in grado di sfruttare meglio le condizioni ambientali. Negli ambienti di neoformazione s'instaura sempre una dinamica evolutiva, detta successione ecologica che porta nel tempo all'ottimizzazione dello sfruttamento delle risorse ambientali. Un esempio classico è rappresentato dall'evoluzione di un ecosistema che colonizza una roccia di neoformazione (ad esempio una colata lavica).
Finché le condizioni sono proibitive, l'ambiente permette l'insediamento di una comunità povera, composta da poche specie pioniere, con strategia di tipo r. Una biocenosi di questo tipo è in grado di sfruttare al meglio condizioni favorevoli temporanee. La roccia madre è un ambiente fisico inospitale per le specie vegetali, tuttavia può permettere l'insediamento di una comunità di produttori poco esigenti (muschi e licheni), in grado di sfruttare temporanee condizioni di umidità favorevoli e di adattarsi alle difficili condizioni della matrice litologica. La comunità dei consumatori è rappresentata per lo più da organismi inferiori come invertebrati, in grado di sfruttare con il loro potere riproduttivo, temporanee situazioni favorevoli di disponibilità di materia organica, e da animali superiori dotati di una spiccata mobilità (es. uccelli). In ogni modo, il surplus energetico che si crea è sfruttato solo finché gli altri fattori, limitanti, lo consentono.
L'insediamento di una comunità di organismi viventi in un ambiente di neoformazione avvia un processo d'interazione reciproca tra ambiente fisico e biocenosi che porta nel tempo ad una lenta e progressiva mutazione a carico di entrambi. Ad esempio, i licheni e i microrganismi sono in grado di estrarre i componenti minerali dalla matrice litologica, entrando a far parte attiva del processo di pedogenesi che porterà alla formazione di un suolo. Contemporaneamente gli organismi che s'insediano lasciano i loro detriti, alimentando i cicli di trasformazione che riguardano alcuni elementi chimici (azoto, fosforo, potassio, ecc.). La disgregazione fisico-meccanica, la solubilizzazione chimica e biochimica degli elementi minerali, l'assorbimento biologico e la sedimentazione di detriti portano alla formazione di microambienti in grado di ospitare una cenosi più ricca e più esigente, composta da piante erbacee, per lo più a ciclo annuale, in seguito accompagnate da piante perenni e infine da piante legnose.
L'evoluzione della fitocenosi induce una parallela evoluzione della zoocenosi, con conseguente ampliamento della piramide ecologica che rappresenta l'ecosistema in evoluzione. Contemporaneamente la roccia madre evolve in un substrato litologico incoerente e, nel tempo, in un suolo vero e proprio. L'avvicendamento di comunità sempre più complesse determina un'interazione di portata sempre più intensa fra ambiente fisico e cenosi: nei primi stadi gli organismi viventi sono in grado di attuare alterazioni lente e impercettibili alterazioni alla matrice litologica senza influire ad esempio sul ciclo dell'acqua e sul clima; in fasi successive, una fitocenosi più complessa sarà in grado di creare condizioni microclimatiche tali da interferire anche sul ciclo dell'acqua e, infine, sugli stessi fattori climatici.
Un processo evolutivo di questo genere richiede tempi lunghissimi dell'ordine di centinaia, migliaia, decine di migliaia d'anni. In questo intervallo di tempo la successione ecologica porta all'insediamento di comunità via via più complesse. Finché esiste un surplus energetico e si creano alterazioni dell'ambiente in grado di far insediare una comunità più produttiva, la successione ecologica procede lungo una scala evolutiva, con piramidi alimentari via via più ampie e nicchie ecologiche più differenziate e più efficienti.
Lo schema teorico di una successione ecologica completa in un ecosistema terrestre è rappresentata dal seguente avvicendamento: copertura di muschi e licheni, prateria, prateria cespugliata, macchia bassa, macchia alta, foresta a parco, foresta a volta. Una successione può arrestarsi ad una di queste tappe quando uno o più fattori ambientali diventano definitivamente limitanti: nella tundra la successione si arresta alla copertura di muschi e licheni a causa dello scarso irraggiamento che non permette lo scioglimento del permafrost, a latitudini inferiori l'interazione tra le correnti, la geomorfologia e la continentalità hanno permesso, secondo i casi, l'insediamento di una prateria (le steppe asiatiche), di una macchia (le brughiere, le garighe costiere, la macchia mediterranea), di una foresta.

## Le comunità climax
La successione ecologica si arresta e giunge al suo culmine quando le condizioni ambientali non possono più essere alterate dalla biocenosi e quando si insediano definitivamente le specie dominanti. A questo punto si è instaurato un complesso sistema di equilibri che regolano le relazioni fra il biotopo e la fitocenosi e quelle fra i diversi livelli trofici della biocenosi. Allo stadio di climax la fisionomia che ha un ecosistema nel suo complesso è determinata da condizioni climatiche e geografiche che sono pressoché immutabili se non in tempi geologici: la continentalità e la geomorfologia, l'intensità della radiazione solare e il fotoperiodo, la profondità di un fondale marino, il sistema delle correnti aeree e marine sono fattori modificabili solo dalla dinamica del pianeta con tempi molto più lunghi di quelli che stanno alla base delle successioni ecologiche.
La complessità di una comunità climax dipende dall'interazione tra clima, geomorfologia, latitudine e continentalità: laddove questi fattori concorrono in modo sinergico, s'insedia una fitocenosi molto produttiva, in grado di sostenere una piramide ecologica composta da cinque livelli trofici, mentre l'esistenza di uno o più fattori limitanti determinano l'insediamento di una fitocenosi meno produttiva, in grado di sostenere al massimo quattro livelli trofici.
Condizioni ambientali favorevoli e uniformi nel tempo portano ad un elevato rendimento del flusso energetico dal biotopo alla biocenosi. Un esempio si può trarre esaminando la distribuzione geografica dei biomi tropicali: le condizioni più favorevoli si verificano nelle regioni tropicali in prossimità della costa, con penetrazioni all'interno dei continenti lungo l'equatore. Da qui la formazione della foresta pluviale tropicale e della barriera corallina, i biomi più produttivi del pianeta. Condizioni di stagionalità del ciclo dell'acqua causati dall'alternanza fra monsoni e alisei diventano un fattore limitante via via più incidente procedendo all'interno dei continenti e dall'equatore al tropico: la foresta pluviale lascia lo spazio a biomi meno produttivi come la foresta tropicale stagionale, la boscaglia, la savana e, infine, il deserto. Questi biomi, quando si sono originati in modo naturale, con una successione ecologica primaria, sono tutti allo stadio di climax e rappresentano l'adattamento ottimale della biocenosi alle condizioni ambientali.